# Thrinchophora lignigerana
Thrinchophora lignigerana là một loài bướm đêm thuộc họ Tortricidae. Nó được tìm thấy ở Úc.